# Circuit de Saône-et-Loire
Der Circuit de Saône-et-Loire war ein französisches Radsport-Etappenrennen über vier Etappen an drei Tagen. Teilweise wird auch ein Prolog am Tag vor der ersten Etappe gefahren. An einem Tag wurden zwei Etappen gefahren, die jeweilige Etappenlänge war dann unter 100 km. Eine dieser Etappen war ein Zeitfahren. Organisiert wurde die Rundfahrt von einem französischen Radsportverein mit Einstufung vom FFC.
Die erste Rundfahrt fand 1927 statt. Seit 1965 wurde das Rennen jährlich, meist Ende April, ausgetragen.

## Siegerliste
| - 2017- nicht ausgetragen - 2016 Žydrūnas Savickas - 2015 Anthony Perez - 2014 Édouard Lauber - 2013 Frédéric Talpin - 2012 nicht ausgetragen - 2011 Thomas Lebas - 2010 Yohan Cauquil - 2009 Cédric Jeanroch - 2008 Jérémy Dérangère - 2007 Nicolas Fritsch - 2006 Clément Lhotellerie - 2005 Jérémy Dérangère - 2004 Cédric Coutouly - 2003 Olivier Grammaire - 2002 Jérémy Dérangère - 2001 Marc Thevenin - 2000 Eric Drubay - 1999 Nicolas Dumont - 1998 Ludovic Turpin - 1997 Christophe Oriol | - 1996 Eric Drubay - 1995 Eric Frutoso - 1994 Jean-Yves Duzzelier - 1993 Mika Hietanen - 1992 Christophe Faudot - 1991 Denis Leproux - 1990 Ryszard Szostak - 1989 Laurent Pillon - 1988 Philippe Magnien - 1987 Thierry Barrault - 1986 Yves Bonnamour - 1985 Philippe Magnien - 1984 Franck Pineau - 1983 Jean-François Bernard - 1982 Rémi Perciballi - 1981 Vincent Lavenu - 1980 Gérard Dessertenne - 1979 Jacques Dumortier - 1978 Michel Delolme - 1977 Joël Millard | - 1976 Alexander Gusjatnikow - 1975 Toine van den Bunder - 1974 Richard Pianaro - 1973 Jacques Marquette - 1972 Cees Priem - 1971 Hennie Kuiper - 1970 Georges Ballandras - 1969 François Coquery - 1968 Peter Buckley - 1967 Michel Bon - 1966 Georges Ballandras - 1965 Robert Jankowski - 1956 Yvan Ramella - 1955 Angelo Colinelli - 1954 Robert Rion - 1953 Edmond Benoski - 1952 Louis Gauthier - 1948 Georges Martin - 1932 Ernest Terreau - 1927 François Bouillet |